# تاریخچه فایرفاکس
موزیلا فایرفاکس پروژه ایجاد شده توسط دیوهایت و بلیک راس به عنوان یک مرورگر پرسرعت و مقاوم برای سیستم عامل های ویندوز و مک است.
در نوامبر ۹، ۲۰۰۴ فایرفاکس ۱٫۰ و در ۲۹ نوامبر سال ۲۰۰۵ نسخه ۲٫۰ و در اکتبر ۲۴، ۲۰۰۶ فایرفاکس ۳٫۰ و در ژوئن ۱۷، ۲۰۰۸ نسخه ۳٫۵ و ژوئن ۳۰، ۲۰۰۹ نسخه ۳٫۶ و نسخه ۴٫۰ در مارس ۲۲، ۲۰۱۱ و نسخه ۵٫۰ ژوئن ۱۳، ۲۰۱۲ منتشر شدند
آخرین نسخه Firefox 112 منتشر شده در سال 2023

## نامگذاری

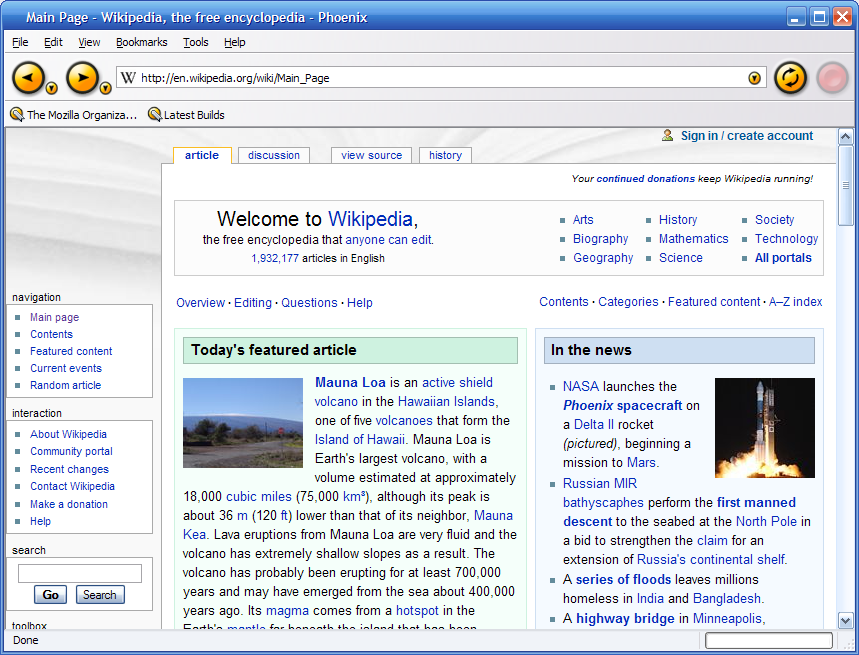
ققنوس ۰٫۱ اولین انتشار رسمی

اولین نسخه غیررسمی این نرم‌افزار در ماه سپتامبر سال ۲۰۰۲ تحت نام ققنوس منتشر شد. نام موزیلا نیز از واژه گودزیلا و مرورگر اینترنی دیگر به نام NCSA Mosaic گرفته شده‌است
در ادامه نام موزیلا، نام «فایرفاکس» (اشاره به قرمز پاندا) انتخاب شد و شباهت آن به "Firebird"|(به معنی
پری شاهرخ) یکی از عوامل انتخاب آن بود. در دسامبر ۲۰۰۳ به عنوان یک علامت تجاری در ایالات متحده ثبت شد.

## نسخه‌های اولیه

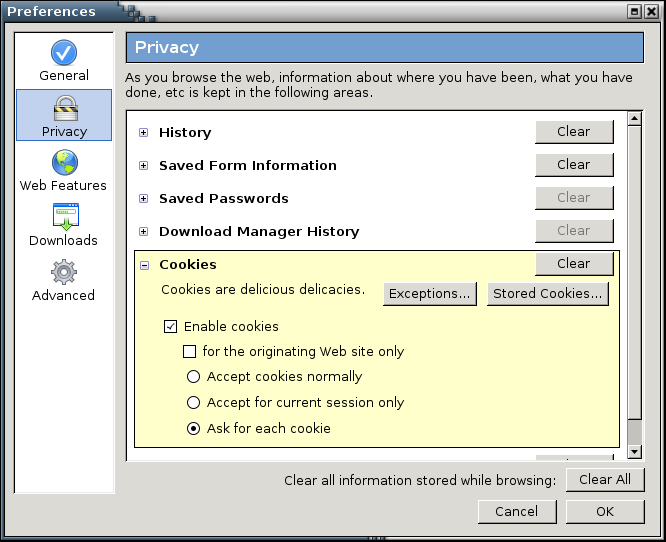
در اوایل کوکی‌ها در پنجره تنظیمات موزیلا فایرفاکس ۰٫۹٫۳. نسخه‌های بعد این توضیحات کاهش یافته است.

### نسخه ۱٫۰

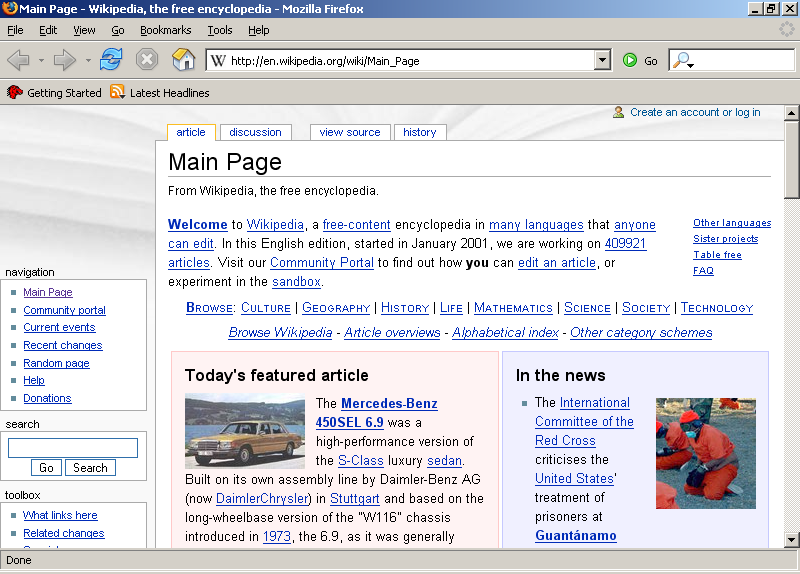
فایرفاکس ۱٫۰ اولین نسخه هدفمند برای عموم

در ۹ نوامبر ۲۰۰۴ فایرفاکس ۱٫۰ منتشر شد. مدیران ارشد موزیلا بسیار سعی داشتند که یک صفحه کامل آگهی در نیویورک تایمز دربارهٔ شروع کار این مرورگر چاپ کنند، اما این مجله مخالفت کرد و اظهار داشت: که این مرروگر عمومیت ندارد و معروف نیست.

### نسخه ۱٫۵

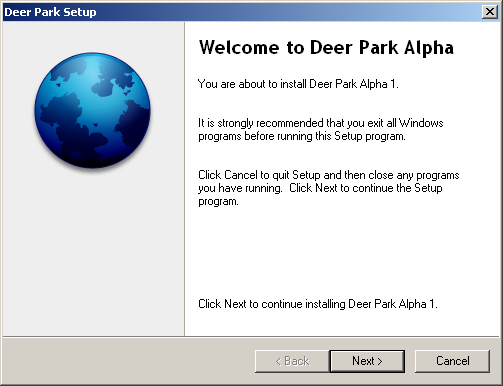
"گوزن پارک" موسوم به فایرفاکس ۱٫۱ و ۱٫۵

در تاریخ ۲۳ ژوئن سال ۲۰۰۵ بنیاد موزیلا اعلام کرد که فایرفاکس ۱٫۱ که بعدها تبدیل به ۱٫۵ شد دیگر پشتیبانی از سیستم عامل Mac OS X v10.1 نمی‌کند و به منظور بهبود کیفیت نسخه فایرفاکس در سیستم عامل Mac OS X v10.2 و بالاتر اجرا خواهد شد.

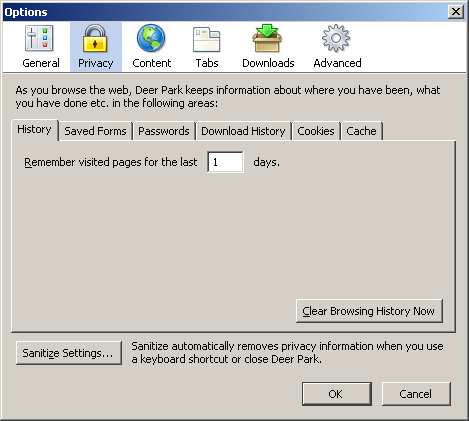
به روز شدن پنجره Options در فایرفاکس ۱٫۵

در این نسخه فایرفاکس ۱٫۵ از SVG 1.1 پشتیبانی می‌کند.
فایرفاکس ۱٫۵٫۰٫۱۲ از ویندوز ۹۵ نیز به خوبی پشتیبانی می‌کند.

### نسخه ۲

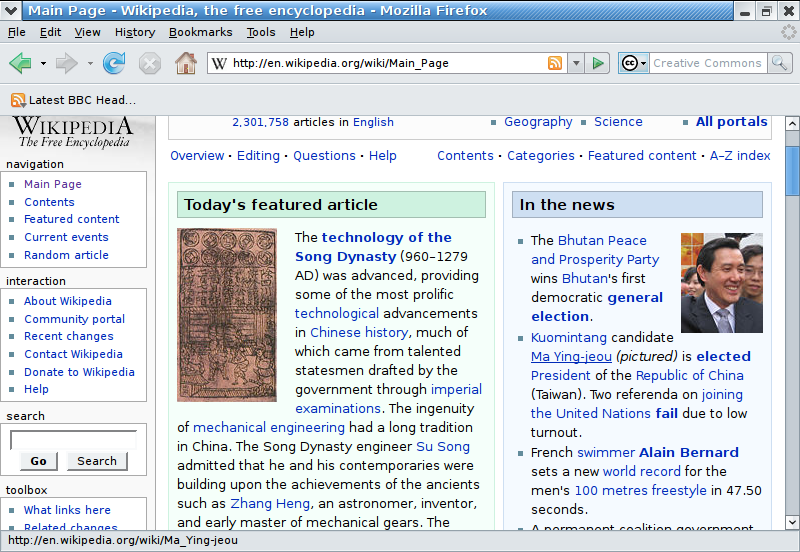
Mozilla Firefox 2.0.0.12 در حال اجرا بر روی اوبونتو

موزیلا فایرفاکس 2.0.0.x از ویندوز NT 4.0, 98 و Me پشتیبانی می‌کند.

### نسخه ۳

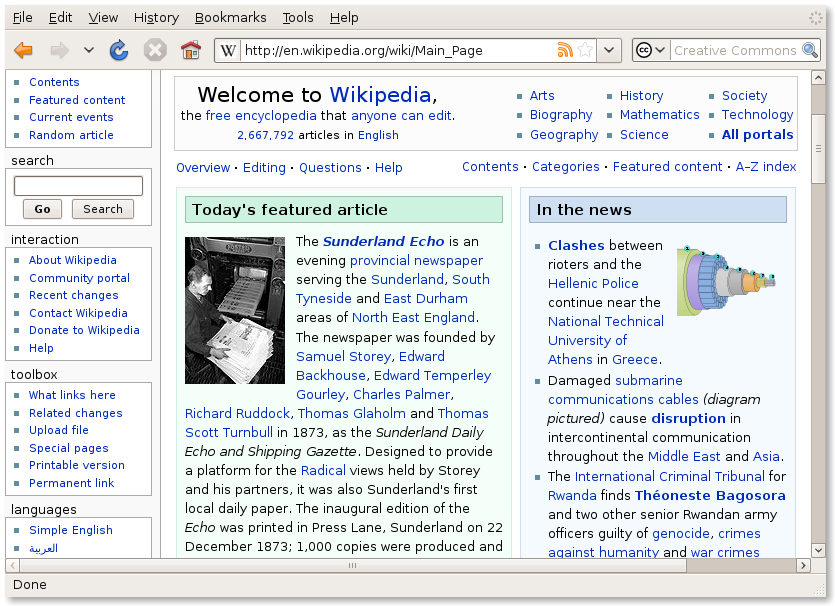
موزیلا فایرفاکس ۳٫۰ در اوبونتو

فایرفاکس ۳ در ژوئن 17, 2008, توسط شرکت موزیلا منتشر شد. فایرفاکس ۳ با استفاده از نسخه ۱٫۹ از موزیلا فایرفاکس طرح موتور برای نمایش صفحات وب را راه اندازی کرد. در این نسخه رفع بسیاری از اشکالات و استاندارد سازی نمایش وب اعمال شد؛ و همچنین انطباق و پیاده‌سازی وب سایت جدید در رابط‌های برنامه کاربرد را داراست. از دیگر ویژگی‌های جدید این نسخه طراحی دانلود منیجر جدید و "مکان" مشخص در سیستم برای ذخیره‌سازی بوک مارک‌ها و تاریخچه و تم برای سیستم عامل‌های مختلف است.